# 문형순
문형순(文亨淳, 1897년 1월 4일~1966년 6월 20일)은 한국의 독립운동가이자 대한민국의 경찰이다. 4·3 사건 당시 경찰서장을 지냈다.

## 생애

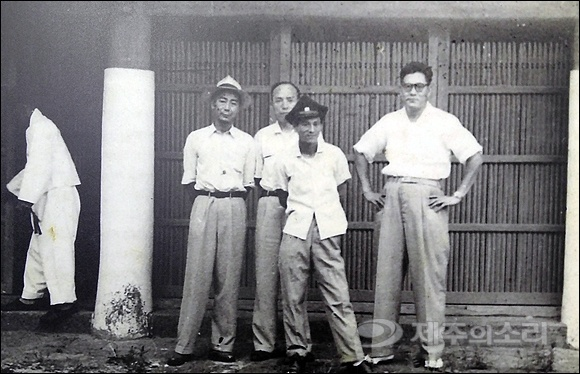
사진 중 가장 오른쪽 인물. 1950년대 제주 삼성혈 삼성전 앞에서 촬영.

그는 평안남도 안주에서 태어났다. 만주 등지에서 항일 독립운동을 했다. 1919년 만주 신흥무관학교를 졸업하고 삼일운동 후 만주 한인사회 준 자치정부인 국민부 중앙호위대장이었으며 조선혁명군 집행위원이었다. 한국의용군을 시작으로 임시정부 광복군 등에 소속돼 독립운동을 펼쳤던 인물이다. 해방 후 경찰에 투신하여 1947년 7월 제주도에 부임하였다. 1948년 12월 군경은 대정읍 하모리 좌익총책을 검거해 관련자 백여명의 명단을 압수하여 이들은 처형될 위기에 놓였으나 모슬포 경찰서장이던 문형순은 자수를 권유하였다. 조남수 목사와 김남원 민보단장의 설득에 따라 관련자들이 자수하자 이들을 전원 훈방하였다. 그가 1949년 성산포 경찰서장이 된 후 한국전쟁이 발발하였을 때, 예비검속된 주민들에 대한 군 당국의 학살 명령을 거부하여 성산면 지역의 예비검속자들은 무사할 수 있었다. 당시 성산포경찰서 관할지역의 백조일손사건의 예비검속으로 희생당한 사람은 모두 6명이었다. 이는 문형순 서장이 불가피하게 내놓을 수밖에 없었던 사람들이었으며, 읍면별로 수백 명씩 죽음을 당했던 다른 지역의 상황과 비교해 볼 때 성산면 지역은 거의 온전할 수 있었다.
그는 1953년 9월 15일 경찰을 퇴직하고 무근성에서 경찰에게 쌀을 나눠주던 쌀 배급소에서 일을 했다. 그 후 대한극장(현대극장의 전신)에서 매표원으로 일하다가 1966년 6월20일 제주도립병원에서 향년 70세로 후손없이 홀로 생을 마감했다.

## 사후
국가보훈처의 독립운동 참여자 명단에 문형순의 이름이 등재되어 있다. 제주4·3평화기념관에 무고한 양민 학살을 막은 의인으로 '의로운 사람들' 전시관에 전시되어 있다. 아직 서훈은 받지 못했다.